# Inferno - Canto ventunesimo

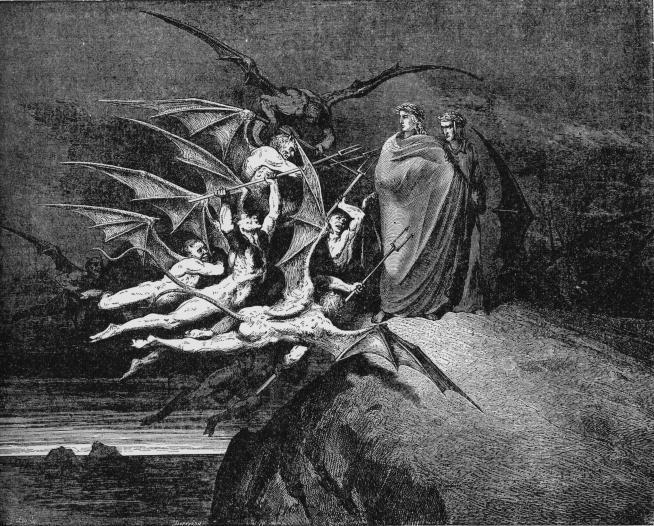
E volser contra lui tutt'i runcigli; ma el gridò: «Nessun di voi sia fello!» (XXI, vv. 71-72). Illustrazione di Paul Gustave Doré.

Il canto ventunesimo dell'Inferno di Dante Alighieri si svolge nella quinta bolgia dell'ottavo cerchio, ove sono puniti i malversatori; siamo nel mattino del 9 aprile 1300 (Sabato Santo), o secondo altri commentatori del 26 marzo 1300.

## Incipit
(Anonimo commentatore dantesco del XIV secolo)

## Analisi del canto

### La bolgia dei barattieri - versi 1-21
Continuando a parlare di cose che la «Comedía»  non riporta, Dante e Virgilio arrivano sul culmine («il colmo») del ponte che dà sulla quinta bolgia, e guardando giù Dante la vede «mirabilmente oscura» a causa di una  pece nera che vi bolle gonfiandosi spesso in superficie. Per descriverla Dante inizia una lunga similitudine paragonandola a quella che d'inverno viene fatta bollire nell'Arsenale di Venezia: l'inverno era infatti tempo di manutenzione delle navi e Dante si dilunga descrivendo con minuzia le attività degli operai navali: quando non si può navigare c'è chi costruisce nuove barche, chi tura con la stoppa le falle, chi ribatte la prua e chi la poppa, chi fabbrica remi e chi sartie, chi rattoppa il terzeruolo (la vela più piccola) e chi l'artimone (vela di gabbia posta sopra quelle più grandi)... e Dante descrive con tale vivida minuzia il quadro che sembra di vederselo davanti, mostrando una profonda conoscenza di termini tecnico-navali, tanto che alcuni hanno ipotizzato che Dante fosse veramente stato a Venezia a vedere i cantieri navali, cosa però che non trova riscontri nella cronologia della biografia del poeta.
Dante sta quindi guardando la pece che ribolle, ma qui all'Inferno non lo fa per via del fuoco che la riscalda ma «per divin'arte», e invischia dappertutto le due rive. Dante è un po' sorpreso di non vedervi nessun dannato, ma solo bolle.

### Arrivo di un peccatore - vv. 22-57

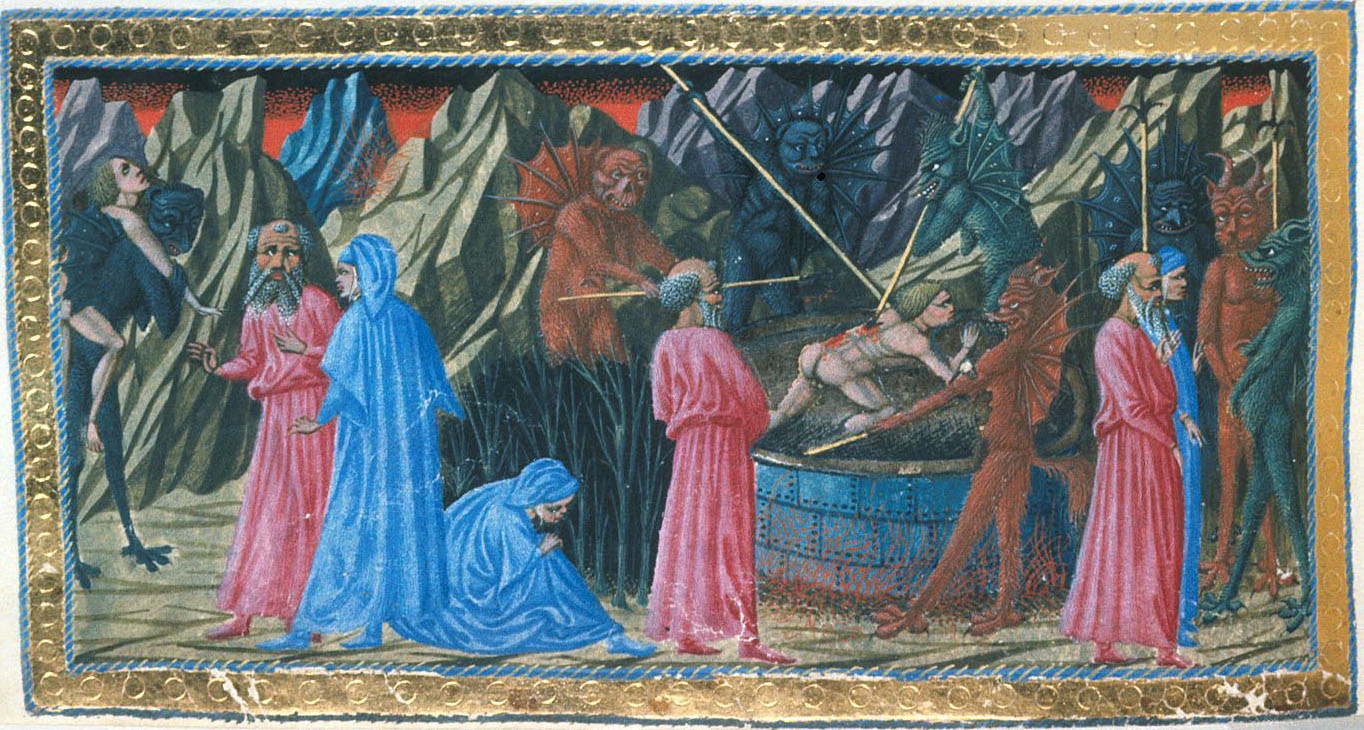
Canto XXI, Priamo della Quercia (XV secolo)

Mentre il poeta è così preso dall'osservazione non si accorge di una nera ombra che gli si avvicina alle spalle. «Guarda, guarda!» (fai attenzione!!) ammonisce Virgilio, e Dante si gira, ma «come l'uom cui tarda / di veder quel che li convien fuggire» egli rimane immobile, paralizzato dalla paura del pericolo ormai troppo vicino per essere evitato (da notare la suspense finché il pericolo non viene esplicitamente descritto). Si tratta di un «diavol nero», che dietro ai due poeti sta risalendo il ponte di corsa ad ali spiegate. Porta sulle spalle, sull'«omero aguto e superbo» un peccatore piegato in due e con un uncino gli attraversa il «nerbo», il garretto, come si fa con la selvaggina. Come in una farsa il diavolo non si cura minimamente dei due pellegrini e inizia a vociare: (parafrasi) "Oh Malebranche, ecco uno degli anziani (cioè dei priori) di Santa Zita (Lucca, città devota alla santa)! Mettetelo sotto, che io torno in quella città che è ben fornita di questi peccatori: lì sono tutti barattieri, tranne Bonturo (frase ironica, Bonturo Dati era rinomatamente il più corrotto di tutta Lucca); lì (a Lucca) il no con il denaro si fa diventare ita, (cioè "si" in latino, passi una delibera che doveva essere bocciata)".
Nella pece sono puniti quindi i barattieri, che nel lessico giuridico del Medioevo indicavano generalmente gli imbroglioni che arraffavano denaro sottobanco o ottenevano altri vantaggi con la frode e quindi, più nello specifico, anche i concussori o magistrati corrotti. Il contrappasso è piuttosto generico e consiste nel fatto che come in vita essi agirono al coperto invischiando le loro vittime, adesso sono immersi nel buio nero della pece (come sintetizzato al verso 54). I diavoli, verrà detto presto, hanno il compito di uncinare chi tenta di uscire anche solo per affacciarsi, un po' come fanno gli sguatteri dei cuochi quando spingono giù le carni che affiorano in una pentola che bolle (similitudine ai versi 55-57). Essi non sono interpretabili secondo un contrappasso preciso, ma la loro presenza innescherà un episodio tra il faceto e il grottesco che avrà come tema principale quello della furberia e che verrà sviluppato anche nei prossimi due canti.
Il diavolo quindi scarica il dannato e riparte per risalire il ponte, più veloce di un mastino che insegua un ladro («lo furo»). Inizia qui la lunga e prolifica serie di similitudini animalesche che Dante usa continuamente in questa bolgia: sono dovute sia alla bestialità di questi dannati, sia a sottolineare lo stile comico delle scene che il poeta si appresta a mettere su, dalla struttura in tutto e per tutto simile a quella delle commedie popolaresche da palcoscenico.
Il dannato, secondo studi d'archivio sulla sua data di morte avvenuta nel periodo pasquale del 1300, sarebbe Martino Bottario, un membro del consiglio lucchese degli anziani.
Dopo essere stato tuffato nella pece dal diavolo, il dannato «torna sù convolto», raggomitolato (o "piegato", secondo l'italiano antico) dal bollore e grondante di pece. Allora i diavoli, nascosti sotto il ponte, iniziano a prenderlo in giro beffardamente con ironia malvagia: «Qui non ha loco il Santo Volto!» (parafrasi: "Eh no, qui non c'è il Volto Santo di Lucca!") che si può intendere sia come se il dannato fosse tornato su per pregare la santa reliquia del Duomo di Lucca, sia, in maniera più blasfema, che ben si addice al linguaggio dei diavoli, come se il dannato atteggi il suo volto, tutto nero per la pece, a mo' del Volto Santo, che è appunto un Crocifisso di legno nero, per chiedere pietà. Seguitano poi "qui non si nuota (per diletto) come nel Serchio! Se non vuoi provare i nostri graffianti uncini non venire a galla, non fare da coperchio alla pece!" e mentre l'"addentano" con cento ganci appuntiti («raffi») contuinuano con il loro comico sarcasmo: "Qui conviene ballare al coperto, così come hai arraffato nascostamente".

### Colloquio tra Virgilio e Malacoda - vv. 58-114

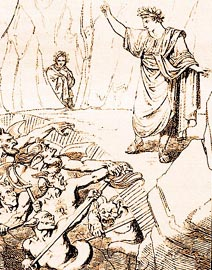
Virgilio e i diavoli nascosti sotto il ponte, illustrazione di Bartolomeo Pinelli

È il momento di "entrare in scena" per i due poeti. Virgilio fa nascondere Dante «giù t'acquatta» dietro a una roccia («scheggio», da notare la scelta di questi termini di estrazione più popolaresca e vernacolare) e di non preoccuparsi per lui: non gli accadrà niente perché conosce la strada in quanto l'ha già fatta (Dante lo ha già saputo dal suo maestro nell'episodio narrato in Inf. IX, 22). Virgilio attraversa quindi il ponte e, arrivando sul sesto argine (che divide la quinta bolgia dalla sesta), sta con la fronte alta come ostentando sicurezza (anche qui un elemento farsesco). Come i cani che si avventano contro un poverello che chieda l'elemosina e quello sia costretto a arrestarsi e doverla chiedere lì dove si trova, così Virgilio è accerchiato dai diavoli usciti da sotto il ponte che «volser contra lui tutt'i runcigli». Virgilio però grida: «Nessun di voi sia fello [malvagio]!», fermandoli. Continua poi chiedendo di poter parlare con uno di loro prima di essere semmai afferrato, al che i diavoli chiamano in coro «Vada Malacoda!». Malacoda è un po' il capitano di questa "truppa" di diavoli (che presto daranno luogo a una parodia militaresca) e si presenta a Virgilio dicendo «Che li approda?», "A che pro?". Virgilio, chiamando il diavolo per nome, gli spiega che se sono giunti fin laggiù, al sicuro da tutti gli "schermi" (ostacoli) infernali, come può egli credere che non sia stato per «voler divino e fato destro»? Variando un po' sul tema del vuolsi così colà dove si puote, Virgilio stupisce il diavolo con la sua missione divina e Malacoda, sbalordito, con un gesto plateale di sconforto, fa cadere l'uncino  e si raccomanda agli altri diavoli che essi non feriscano i due. Virgilio, allora, chiama Dante, che sgattaiola dal suo nascondiglio e si affretta a raggiungere il suo maestro. I diavoli gli si stringono allora attorno con sembianza «non buona» (efficace litote) e il poeta assimila sé stesso ai fanti pisani della Rocca di Caprona quando, dopo la resa del 6 agosto 1289, uscirono sfilando accanto ai nemici minacciosi; si tratta di un episodio secondario della Battaglia di Campaldino al quale Dante afferma di aver personalmente assistito.
Due diavoli "semplici" della truppa allora continuano a guardare malignamente Dante  che è appoggiato alle spalle di Virgilio, e parlano tra di loro facendo finta che Dante non li senta: «Vuo' che 'l tocchi [con l'uncino] in sul groppone?»; «Sì, fa che gliel'accocchi.» (da notare il linguaggio comicamente sguaiato dei due). Malacoda, che li ha adocchiati, però si affretta a dire «Posa, posa Scarmiglione!». Questi diavoli sono minacciosi ma non c'è niente di spaventoso nelle loro azioni, Dante non è indignato o inorridito, ma è come un semplice attore che sa di non avere nulla da temere.

#### Datazione del viaggio dantesco - vv. 106-114
L'attenzione torna sul dialogo di Malacoda con Virgilio: "Non si può andare oltre questo argine, perché il ponte giace spezzato sul fondo della bolgia. Ma se seguitate a camminare su questa roccia più avanti ce n'è un altro. Proprio ieri, cinque ore prima di adesso, mille e duecento sessanta sei anni fa tale via crollata " (parafrasi dei versi 106-114). Notevolissimo è il senso grottescamente ridicolo che Dante è riuscito a rendere con la sua poesia in questo dialogo: in tutto l'Inferno bene o male tutti vari guardiani ed esseri diabolici hanno ceduto il passo, ma nessuno si è messo a dare informazioni "turistiche" ai due pellegrini tranne questo "povero diavolo"; inoltre il suo preciso riferimento orario ricorda la gag di un comico che con disinteresse snocciola un dato così esatto che sembra che non abbia pensato ad altro che a calcolarlo negli ultimi mille anni.

Il riferimento comunque è prezioso per datare l'epoca immaginata da Dante per il suo viaggio: se infatti egli riteneva che Gesù fosse morto a mezzogiorno del 25 marzo dell'anno 34 (il giorno della Crocifissione veniva a quel tempo fatto coincidere con l'anniversario dell'incarnazione), da questi versi risulta che in quel momento erano le sette del mattino del 26 marzo 1300 e che, di conseguenza, il viaggio dantesco iniziò il 25 marzo 1300. Anche se il passo in esame non fa riferimento ad alcuna solennità religiosa, ma fornisce semplicemente una misura di tempo precisa all'ora, alcuni commentatori, supponendo che Dante non considerasse in maniera "mobile" ma fissa la data della Pasqua, lo ritengono un indizio del fatto che egli si mise in viaggio di Venerdì Santo, cioè l'8 aprile 1300.

### La pattuglia dei diavoli - vv. 115-139

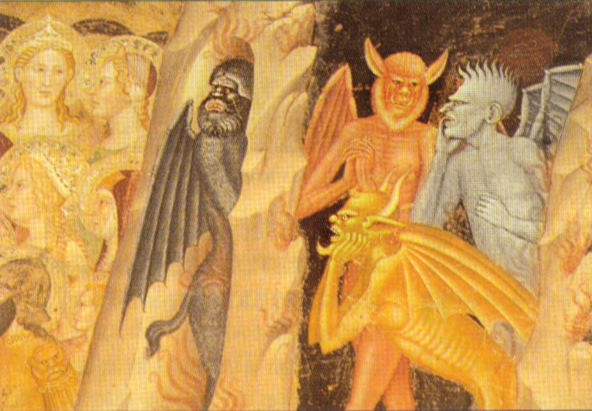
Diavoli medievali, Andrea di Bonaiuto, dettaglio degli affreschi nel Cappellone degli Spagnoli (1365 circa), Santa Maria Novella, Firenze

Malacoda prosegue mandando una truppa di dieci diavoli, incaricata di controllare che i dannati non escano dalla pece, e decide di far loro accompagnare i due pellegrini, rassicurandoli che «non saranno rei». Inizia allora a chiamare i diavoli uno ad uno:
cominciò elli a dire, "e tu, Cagnazzo;

e Barbariccia guidi la decina.

Libicocco vegn'oltre e Draghignazzo,

Cirïatto sannuto e Graffiacane

e Farfarello e Rubicante pazzo.»
(vv. 118-123)
Questo pittoresco corteo, che si può solo immaginare dai nomi e dai vari aggettivi che Malacoda attribuisce ai diavoli, si sistema quindi a mo' di truppa militare in procinto di partire. Ma Dante è un po' turbato da questa scorta non richiesta e temendo da loro qualche brutta sorpresa se ne lamenta con Virgilio di nascosto: (parafrasi) "Maestro, ma che vuol dire questo? Tu la strada la sai, perché non andiamo da soli? Io la scorta non la chiedo... non vedi come digrignano i denti e come si strizzano l'un l'altro le ciglia minacciosi?". Dante ha infatti notato che i diavoli si intendono tra di loro: nel prossimo canto si scoprirà che Malacoda stava mentendo deliberatamente, e gli altri stavano al gioco, dopotutto questo è il girone dei "fraudolenti"; Virgilio però lo rassicura ingenuamente, dicendo che quelli sono segni che essi fanno per questioni che riguardano i dannati, non loro. Vedremo presto di nuovo (dopo l'episodio delle mura di Dite) come Virgilio-"personificazione della Ragione" a volte si faccia ingannare dalla "malizia", da bassezze così smaccate e volgari che per lui sono dopotutto inconcepibili.
I diavoli si mettono allora in plotone con la lingua pronta tra i denti per imitare il verso della partenza, aspettando il cenno del loro «duca», cioè della loro guida Barbariccia:
(v. 139)
Si chiude con questo gesto sconcio, ma degnissimo della situazione, il primo atto della "commedia" infernale.

## Dante e lo stile comico
Il canto si apre con la menzione della «Comedía» che Dante sta scrivendo, in un inciso apparentemente marginale ma denso di significato: secondo la dottrina medievale degli stili, infatti, la Commedia di Dante sarebbe dunque un'opera in stile medio e dai contenuti bassi. Questa medietà dello stile nasconde in realtà il sublime cristiano esemplificato sulla Bibbia, opera umile nella forma, perché si rivolge a tutti narrando la vita di persone semplici, ma sublime nei contenuti, dal momento che parla della salvezza dell'intera umanità.
Il canto, così come i seguenti che pure parlano dei barattieri, è "comico" poiché presenta quello che è il tipico andamento stilistico della commedia da palcoscenico: la scena è animata da una moltitudine di personaggi le cui parole e azioni si intrecciano con ritmo movimentato (così raro in Dante, che è più a suo agio concentrandosi su singole figure isolate); tale movimento narrativo è anticipato già dalla similitudine che descrive la pece, allargandosi a rappresentare, con grande vivezza, tutta l'attività dell'arsenale di Venezia durante l'inverno, quando le navi non possono navigare e ci si occupa allora della manutenzione. Il tono del canto è prima canzonatorio, poi ironico, spesso con dei chiari riferimenti al lessico popolare (come nelle parole dei diavoli: «pegola» per pece, «accaffi» = arraffare, «gliene accocchi», «sciorina», «ed elli avea del cul fatto trombetta»), le altre similitudini tratte dalle situazioni più umili (la carne che galleggia in pentola, il «poverello» fermato dai cani mentre chiede l'elemosina). I diavoli, anziché ispirarsi alla tradizione classica come per molti altri custodi dell'Inferno, sono descritti a partire dalla chimera delle fantasie popolari: contribuisce al tono particolare del racconto anche l'enumerazione dei loro nomi, tutti inventati tranne due che sono tratti dalla tradizione medievale (Alichino, che poi diventerà Arlecchino nelle commedie, e Farfarello). E già in questa prima parte si possono distinguere alcune sfumature della comicità usata:la derisione verso la nuova anima dannata, che non deve credere di essere nel Serchio, l'ironia su Bonturo, la parodia "eroi-comica" della marcia militare, lo beffa blasfema («Qui non ha loco il Santo Volto»), il grottesco nei nomi e i modi dei diavoli, il gioco delle astuzie nel dialogo tra Virgilio e Malacoda, il volgare "plebeo" nel peto di Barbariccia...
Alcuni critici ottocenteschi, a partire da Francesco De Sanctis, negarono l'esistenza di un Dante comico, sottolineando invece il sarcasmo superiore, anche se forse gravava su queste valutazioni il pregiudizio che la poesia impegnata non potesse essere comica. Alcuni (Riccardo Bacchelli, Natalino Sapegno) sottolinearono gli aspetti atroci di questo canto, che sono pure presenti ma in una luce del tutto priva di dolore e di paura, oppure sottolinearono uno sbigottimento del poeta un po' forzato. Anche una possibile spiegazione allegorica del passo ha dato in alcuni casi risultati forzati e inammissibili.